# Metaleptobasis cyanolineata
Metaleptobasis cyanolineata är en trollsländeart som beskrevs av Wasscher 1998. Metaleptobasis cyanolineata ingår i släktet Metaleptobasis och familjen dammflicksländor. Inga underarter finns listade i Catalogue of Life.